# Parangitia cana
Parangitia cana är en fjärilsart som beskrevs av Druce 1909. Parangitia cana ingår i släktet Parangitia och familjen nattflyn. Inga underarter finns listade i Catalogue of Life.